# Yilgarnkraton

Locatie van Archeïsch en Proterozoïsch gesteente in Australië. De drie Archeïsche kratons (Pilbara, Yilgarn en Gawler) vormden een kern waaromheen drie continentale massa's aangroeiden: de Noord-, West- en Oost-Australische kratons. Deze drie kwamen bij elkaar tussen 2,0 en 1,0 miljard jaar geleden. Het oosten van Australië is jonger en later geaccretiseerd. Het Proterozoïsch gesteente ligt zowel in mobiele gordels (orogenen) als in (meta-)sedimentaire bekkens.

Het Yilgarnkraton (Engels: Yilgarn Craton) is een gebied in het zuidwesten van Australië waar extreem oud gesteente uit het Archeïcum (ouder dan 2,5 miljard jaar) aan het oppervlak ligt. Het continent Australië bevat drie zulke kratons; de andere twee zijn het Pilbarakraton (verder naar het noorden) en het Gawlerkraton (in Zuid-Australië). Het Yilgarnkraton is het grootste van deze drie. Het strekt zich uit tussen de kust van de Zuidelijke Oceaan bij Esperance in het zuiden en de omgeving van de rivier de Murchison in het noorden, een afstand van ongeveer 1000 km. Van oost naar west is het kraton ongeveer 600 km breed: het ligt tussen de Darling Range bij Perth in het westen en de Fraser Range in het oosten. In het grootste deel van het kraton bestaat het gesteente uit graniet, gneis, of groensteengordels. Het kraton is voor de mijnbouw een belangrijke bron van grondstoffen, zoals nikkel en goud.

## Gesteente
De hoogste ouderdommen in het Yilgarnkraton zijn gevonden in het Narryer-terrein. Dit bestaat uit gneis met de compositie van graniet (monzograniet tot syenograniet). Dit gesteente is 3,7 tot 3,4 miljard jaar oud en sterk metamorf (overwegend granulietfacies). Deze hoge graad van metamorfose vond ongeveer 3,3 miljard jaar geleden plaats. Daarnaast komen in het Narryer-terrein kwartsieten en andere detritische, gemetamorfoseerde sedimentaire gesteenten voor. De belangrijkste fase van deformatie en metamorfose vond plaats tussen 2,7 en 2,6 miljard jaar geleden, toen het Narryer-terrein met het aangrenzende Youanmi-terrein collideerde.
In tegenstelling tot de Acasta Gneiss in Canada, is het Narryer-terrein echter niet bekend wegens de ouderdom van het gesteente zelf. Bij Mount Narryer en de Jack Hills zijn in de (gemetamorfoseerde) sedimenten de oudst bekende zirkoonkristallen ter wereld gevonden. Met een ouderdom tot 4,4 miljard jaar ontstonden deze zirkonen in gesteente dat lang geleden door erosie vernietigd werd. Later raakten ze in de sedimenten ingebed, toen deze ongeveer 3100-3050 miljoen jaar geleden werden afgezet.
De groenstenen bestaan voornamelijk uit sterk verschillende vulkanisch gesteenten. Daaronder is ook komatiiet, een type lava die alleen in het Archeïcum voorkwam. Dat is een direct gevolg van het feit dat de Aarde destijds veel heter was: het smeltpunt van komatiiet is ongeveer 300°C hoger dan dat van de heetste soort lava tegenwoordig op Aarde.
De granietlichamen in het Yilgarnkraton intrudeerden deels in de gneis en deels in de groenstenen, maar ze worden ook door jongere groensteen-vulkanieten afgedekt. Ze hebben een ouderdom tussen 3000 en 2600 miljoen jaar (Laat-Archeïcum). Graniet is een intrusief gesteente dat op grote diepte in de aardkorst stolt; de overliggende delen van de korst zijn volledig weg geërodeerd.
Het Yilgarnkraton vertoont sporen van verschillende fases van metamorfose, waaronder vier grote fases tijdens het Archeïcum. De Archeïsche fases hebben als kenmerk een hoge temperatuur en (relatief) lage druk. Ze vonden 3700, 3300, 2800 en 2650 miljoen jaar geleden plaats. Deze fases van metamorfose zijn het resultaat van de accretie van terreinen waarmee het kraton in zijn huidige configuratie ontstond.

## Tektonische geschiedenis
De Australische kratons waren oorspronkelijk drie onafhankelijke landmassa's. Het is onbekend hoe ver ze van elkaar af lagen en hoe ze naar elkaar toe bewogen. Wel is bekend dat dit ongeveer 2 miljard jaar geleden gebeurde. Tussen het Yilgarnkraton en het Pilbarakraton ligt een orogene gordel die tijdens de Capricorn-orogenese is ontstaan, ongeveer 1,8 miljard jaar geleden - in het vroege Proterozoïcum. Rond 1,5 miljard jaar geleden sloot het Gawlerkraton zich aan bij deze landmassa. Sindsdien is de kern van het westelijk deel van Australië klaarblijkelijk een aaneengesloten stuk continentale korst geweest.
Rond 1300-1100 miljoen jaar geleden bewogen de meeste continentale fragmenten naar elkaar, om tijdens de Grenville-orogenese het supercontinent Rodinia te vormen. Als onderdeel van deze gebeurtenis groeide de kern van westelijk Australië door de accretie van jongere terreinen verder naar het noorden en oosten in Australië.

## Grondstoffen
Graniet-groensteenterreinen zijn het belangrijkste brongebied ter wereld van grondstoffen zoals goud, zilver, chroom, nikkel, koper en zink. Dit geldt ook voor het Yilgarnkraton. Nadat in 1888 in de omgeving van Kalgoorlie goud werd ontdekt was het gebied het toneel van een goldrush.